# Durian tájfun (2006)
A Durian tájfun (más néven Roseng) egy igen erős, erőszakos, és hosszú utat beját tájfun volt 2006 novemberében a Csendes-óceánon, sok ember halálát okozva. Leginkább a Fülöp-szigeteken ölt és rombolt, valamint okozott földcsuszamlást, de érintette Vietnámot, Thaiföldöt, Malajziát, az Andamán-szigeteket, és kis mértékben Indiát is.

## Meteorológiai lefolyás

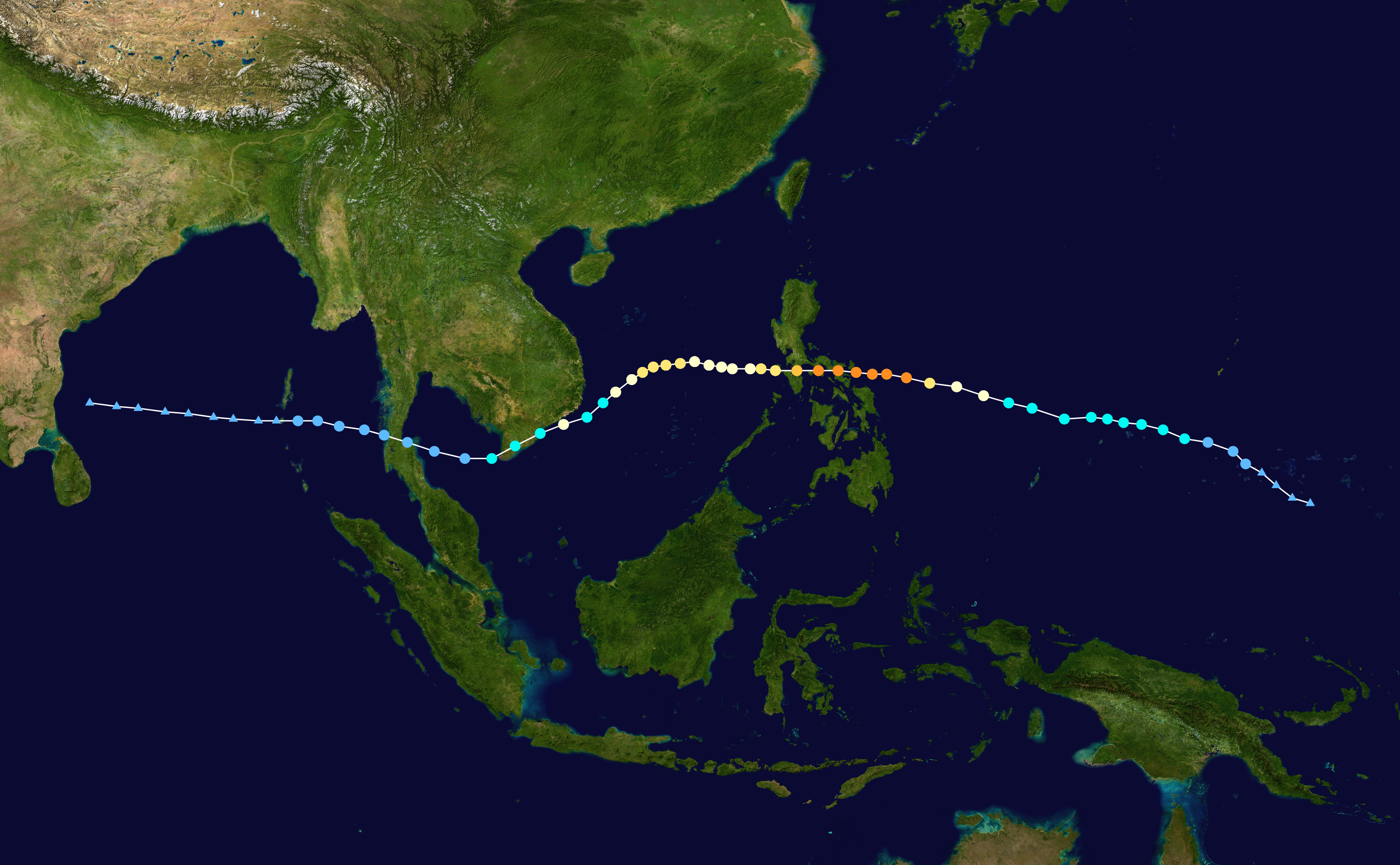
Durian hosszú útja.

## Károk és áldozatok

### Áldozatok
A Fülöp-szigeteken a halálos áldozatok száma ismeretlen, mivel sokak a vulkán által haltak meg abban az időben, de valahol 800 és 1000 között lehet a szigeteken a halálos áldozatok száma. Vietnámban 100 ember halt meg, és 1,740 sérült meg. Továbbá kettő eltűnt. A Fülöp-szigeteken bizonytalan volt párszáz ember esetében, hogy vulkán, vagy a tájfun okozta a halálukat.

### Yap-szigetek
A Yap-szigetek egyes részein a kezdődő vihar gyengébb szeleket (95 km/h), és mérsékelt csapadékot (~52 mm) okozva. Károkról nem érkezett jelentés.

### Fülöp-szigetek
Dutian erő szelei már november 30-án elkezeték ostromolni a szigetek keleti részét, és áramkimaradásokat okoztak szintén ettől a naptól, de az áradások sem maradtak el. Egyes helyeken 457 mm csapadék esett rövid időn belül. Az erős szélkárok mellett a Mayon vulkán kitörésének hatásai a tájfun csapadékával keveredve is katasztrofális károkat, földcsuszamlást okoztak. A víz a hamuval keveredve pedig iszapáradásokat. Valahol 1,5 méteres volt a vízállás magassága, és Legazpi városban is széleskörű áradások voltak. Virac városában a házak fele le lett rombolva teljesen. Albay tartományban keletkezett a legtöbb kár. Több híd is leszakadt, és útszakaszok lettek elárasztva.

### Vietnám
Vietnámban csak Bình Thuận tartományban 820 csónak süllyedt el a partok mentén, más államokban pedig összesen 896 együtt. Bình Thuânban 1,120 ház és 22 iskola lett lerombolva, és további épületek szenvedtek sérüléseket. Más államokban 500 háznak károsodott a tetőszerkezete. Összesen 34,000 ház semmisült meg az államban, és 166,000-ben keletkeztek károk.

### Thaiföld és Malajzia
Durian trópusi depresszióva gyengülve érte el a Maláj-félszigetet, 60 km/h körüli átlagszelekkel. Minimális károk keletkeztek a part menti házakban, az esőzés mérsékelt volt.

### Andamán-szigetek és India
Az Andamán-szigeteken kis mértékű esőt okozva a ciklon nyugat felé haladt, majd India előtt szétoszlott. Imdiába már csak a maradványnak a csapadékai jutottak el. Egyik helyen sem keletkeztek károk.

## Fordítás
Ez a szócikk részben vagy egészben  a   Typhoon Durian című angol Wikipédia-szócikk fordításán alapul.  Az eredeti cikk szerkesztőit annak laptörténete sorolja fel. Ez a jelzés csupán a megfogalmazás eredetét és a szerzői jogokat jelzi, nem szolgál a cikkben szereplő információk forrásmegjelöléseként.